# حمامات هادريان
تقع حمامات هادريان في مدينة لبدة في ليبيا علي الطريق المحاذي للملعب الرياضي (الباليسترا)، بُنِيَت في عهد الإمبراطور هادريان في أوائل القرن الثاني الميلادي وحدثت بها بعض التغيرات في عهد الإمبراطور كومودوس والإمبراطور سيبتيموس، وقد بنيت هذه الحمامات من الحجر الجيري والرخام والطوب.

## وصف حمامات هادريان
بُنِيت حمامات هادريان علي غرار الحمامات الكبرى مثل حمامات كاراكالا وزُيِّنت بنسخ رومانية مثل الأعمال الخاصة بالفن اليوناني كالفنان بوليكليتوس والفنان براكستيليس،
تتميز هذه الحمامات بالتناظر لأن المحور المركزي يشغله الأجزاء الرئيسية والحجرات،وبدراسة مخطط هذه الحمامات يدخل الزائر من الجهة الشمالية يجد حوض مكشوف للسباحة ويحيط بهذا الحوض من جهاته الثلاثة -الشمالية - الشرقية - الغربية- رواق الحمامات مسقوفًا بأعمدة كورنثية ويخرج من الجدار من الناحية الجنوبية دعائم ضخمة صُنعت في عهد الإمبراطور كومودوس، كما يوجد جدار فيه أربعة مداخل يؤدي إلى الجزء الأول من الأجزاء الثلاثة التي تتألف منها الحمامات الرومانية: الجزء الأول هو الحمام البارد وهو مبلط بالرخام وجدرانه مكسوة بالرخام، وبالنسبة للسقف فهو يتكون من تقاطعات صليبية فوق أعمدة كورنثية ضخمة، وفي منتصف الجدار الجنوبي من الحمام البارد يوجد باب يؤدي إلى الجزء الرئيسي وهو الحمام الفاتر ويتكون من حجرة مركزية، وأضيف إليها لاحقًا حجرتان أخرتان، بينما في الجهة الجنوبية يوجد الجزء الثالث وهو الحمام الساخن الذي يُعد أهم جزء وهو عبارة عن حجرة كبيرة سقفها علي شكل برميلي.
يتخذ الجزء الخلفي من هذه الحجرة شكل نصف دائرة وبه خمسة أحواض وكان ذلك في عصر الإمبراطور كومودوس، كما يوجد بابان في نهاية الجهتين الشرقية والغربية يؤديان إلى أربع حجرات وقد خصصت لتعريق المستحمين، وكانت تسخن من خلال مرور الهواء الساخن أسفل الأرضيات المرتفعة علي دعائم مرتفعة داخل أنابيب من الفخار مثبتة في الجدران.

## أهمية حمامات هادريان
استُخدمت هذه الحمامات كمراكز اجتماعية ولممارسة الالعاب كالمصارعة، كما استخدمت للاطلاع وكمسرح للمناظرات الفلسفية، وكانت توجد حمامات في منازل الأغنياء دون الفقراء.

## أنظر أيضا
- قصر البنات
- قوس نصر سيبتيموس سيفيروس
- قوس ماركوس أوريليوس